# Perissodus eccentricus
Espèce
Statut de conservation UICN

 DD  : Données insuffisantes
Perissodus eccentricus est une espèce de poisson de la famille des Cichlidés endémique du lac Tanganyika en Afrique.